# 辽海卫
辽海卫，明朝时设置的卫所。
洪武二十三年（1390年）置，治所在牛家庄（今辽宁省海城市西北牛庄）。属辽东都指挥使司。二十六年移治三万卫城（今辽宁省开原市北老城镇）。清朝初年废。